# Homebrew de Nintendo DS
Homebrew de Nintendo DS són les aplicacions informàtiques realitzades per aficionats de plataformes de videojocs de Nintendo DS. En altres paraules, plataformes de videojocs que no són típicament programables per usuaris o que fan servir sistemes d'emmagatzemament de Nintendo DS.
El terme "homebrew" té relació amb el Homebrew Computer Club.

## Aplicacions

### Aplicacions multitasca
| Nom                                           | Descripció |
| --------------------------------------------- | --- |
| DSlinux                                       | És una versió de Linux portada a la Nintendo DS. |
| DSOrganize                                    | És una aplicació que inclou una PDA virtual, explorador de fitxers, navegador web, client IRC, editor de text, calculadora i altres eines.                        |
| GEOS                                          | Una interfície que es va desenvolupar en un principi per a la Commodore 64                                                                                        |
| DS                                            | És una versió de vMac portada a la Nintendo DS. |
| DSFile2 Arxivat 2009-02-18 a Wayback Machine. | És un explorador de fitxers que pot utilitzar per copiar, enganxar, esborrar, canviar el nom o transferir fitxers entre el "Slot-1" i "Slot-2" de la Nintendo DS. |

| Nom                                                         | DPG | DSM | MPEG-4               | DSV | XviD |
| ----------------------------------------------------------- | --- | --- | -------------------- | --- | ---- |
| Moonshell                                                   | Sí  | ?   | ?                    | ?   | ?    |
| DSM Play                                                    | ?   | Sí  | ?                    | ?   | ?    |
| MPEG-4 Technical Demo Arxivat 2011-11-08 a Wayback Machine. | ?   | ?   | Parcial(Sense àudio) | ?   | ?    |
| DSVideo Arxivat 2009-10-16 a Wayback Machine.               | ?   | ?   | ?                    | Sí  | ?    |
| Tuna-vids Arxivat 2012-04-19 a Wayback Machine.             | ?   | ?   | ?                    | ?   | Sí   |

### Reproductors d'àudio
| Nom                                            | MP3 | WAV | MIDI     | OGG | MOD | Notes                                                                    |
| ---------------------------------------------- | --- | --- | -------- | --- | --- | ------------------------------------------------------------------------ |
| Moonshell                                      | Sí  | Sí  | Sí       | Sí  | Sí  | També pot reproduir els formats: AAC, XM, SPC, NSF, GBS, HES, MDX.       |
| DSOrganize                                     | Sí  | Sí  | (noruec) | Sí  | Sí  | Reprodueix diversos formats d'àudio més de reproduir àudio en Streaming. |
| LMP-ng Arxivat 2013-06-06 a Wayback Machine.   | Sí  | Sí  | ?        | Sí  | ?   | És un clon del iPod i compta amb suport per a altres skins.              |
| SylphAMP Arxivat 2010-05-31 a Wayback Machine. | ?   | ?   | ?        | ?   | ?   | Reprodueix directament música de Winamp.                                 |
| dStar Arxivat 2011-11-11 a Wayback Machine.    | ?   | ?   | Sí       | ?   | ?   | És un seqüenciador MIDI.                                                 |

### Visors d'imatges
| Nom                                  | JPEG | Windows Bitmap | GIF | PNG | Informació |
| ------------------------------------ | ---- | -------------- | --- | --- | --- |
| Moonshell                            | Sí   | Sí             | Sí  | Sí  | Moonshell no suporta GIFs animats, ni JPEGs progressius entrellaçats.                                                                                               |
| DSOrganize                           | Sí   | Sí             | Sí  | Sí  | Permet visualitzar imatges amb una resolució màxima de 800 x 600 píxels.                                                                                            |
| ComicBookDS                          | ?    | ?              | ?   | ?   | És un visor de còmics. Per veure les imatges offline, haurà convertir-les al format. Cbds.                                                                          |
| Infantile Paralysiser s Image Viewer | ?    | ?              | ?   | ?   | Funciona en convertir les imatges en un format especial mitjançant l'ordinador, després d'això podran visualitzar a la Nintendo DS mitjançant l'entorn iPhoto-like. |

### Visors de text
- TextViewer Arxivat 2012-10-08 a Wayback Machine. Suporta una gran varietat de formats, posseeix una interfície tàctil, mode d'estalvi d'energia, entre altres coses.
- Flip Arxivat 2007-09-15 a Wayback Machine. És un lector i administrador d'ebooks, tot i que encara no s'ha distribuït.
- DSReader És un visor de text que suporta tipografies True Type.
- DSLibris És un recent aplicació que compta a més amb suport per a fitxers HTML.
- READMORE És una versió alpha d'un visor de text.

### Internet

#### Navegadors web
- DSlinux Inclou un navegador web.
- OKIWI És un navegador per a la Nintendo DS i tot en fase alpha.
- DSOrganize Inclou un navegador web amb suport per a determinats objectes i suport (limitat) per a imatges.
- DSHobro 0,4 Arxivat 2012-04-16 a Wayback Machine. Aquest navegador requereix un ordinador que funcioni com a servidor. Aquest servidor serà qui renderitzi la pàgina web i l'enviï a la Nintendo DS.
- Bunjalloo[Enllaç no actiu] suporta imatges.

#### Missatgeria instantània
- DS-AIM per AIM
- Beup Live per Windows Live Messenger
- IRCds, SylphIRC Arxivat 2010-08-14 a Wayback Machine. i c|irc per IRC.
- DSlinux Inclou esport per tinyirc, BitchX, irssi
- DSOrganize inclou un client IRC.
- JabberDS Arxivat 2011-09-03 a Wayback Machine. inclou un client Jabber/XMPP.
- ATYA És una aplicació dissenyada per Yahoo! Messenger, encara que actualment té certs problemes.

#### VoIP
- HelloDS És conegut per la seva mala compatibilitat. El seu desenvolupament ha acabat.
- DSIP Requereix un compte VoIP.
- Infantile Paralysiser s WifiVoiceChat Et permet tant dibuixar com parlar per Internet amb una altra Nintendo.
- SvSIP[Enllaç no actiu] És una aplicació VoIP basada en pjsip.